# Марипоса (округ)
Марипо́са (англ. Mariposa County) — округ в центральной части штата Калифорния, США. Население округа по данным переписи 2010 года составляет 18 251 человек. Административный центр — Марипоса.

## История
Марипоса — один из первоначальных округов Калифорнии, образованных при создании штата в 1850 году. Впоследствии территория округа неоднократно уменьшалась, так как из неё были сформированы новые округа.

## География
Общая площадь округа равняется 3790 км², из которых 3750 км² составляет суша и 40 км² — водные поверхности. Округ расположен в западных предгорьях Сьерра-Невады, к северу от города Фресно и к востоку от города Мерсед. На территории округа частично расположен национальный парк Йосемити.

## Население
По данным переписи 2000 года, население округа составляет 17 130 человек. Плотность населения равняется 4,5 чел/км². Расовый состав округа включает 88,9 % белых; 0,7 % чёрных или афроамериканцев; 3,5 % коренных американцев; 0,7 % азиатов; 0,1 % выходцев с тихоокеанских островов; 2,7 % представителей других рас и 3,4 % представителей двух и более рас. 7,8 % из всех рас — латиноамериканцы.
Из 6613 домохозяйств 25,6 % имеют детей в возрасте до 18 лет, 55,8 % являются супружескими парами, проживающими вместе, 8,0 % являются женщинами, проживающими без мужей, а 32,1 % не имеют семьи. 26,5 % всех домохозяйств состоят из отдельно проживающих лиц, в 11,2 % домохозяйств проживают одинокие люди в возрасте 65 лет и старше. Средний размер домохозяйства составил 2,37, а средний размер семьи — 2,86.
В округе проживает 21,6 % населения в возрасте до 18 лет; 6,9 % от 18 до 24 лет; 25,1 % от 25 до 44 лет; 29,2 % от 45 до 64 лет и 17,2 % в возрасте 65 лет и старше. Средний возраст населения — 43 года. На каждые 100 женщин приходится 104,7 мужчин. На каждые 100 женщин в возрасте 18 лет и старше приходится 105,4 мужчин.
Средний доход на домашнее хозяйство составил $34 626, а средний доход на семью $42 655. Доход на душу населения равен $18 190.
Динамика численности населения по годам:
| 1950 | 1960 | 1970 | 1980   | 1990   | 2000   | 2010   |
| ---- | ---- | ---- | ------ | ------ | ------ | ------ |
| 5145 | 5064 | 6015 | 11 108 | 14 302 | 17 130 | 18 251 |